# Banisteriopsis muricata
Banisteriopsis muricata är en tvåhjärtbladig växtart som först beskrevs av Antonio José Cavanilles, och fick sitt nu gällande namn av José Cuatrecasas. Banisteriopsis muricata ingår i släktet Banisteriopsis och familjen Malpighiaceae. Inga underarter finns listade i Catalogue of Life.

## Bildgalleri

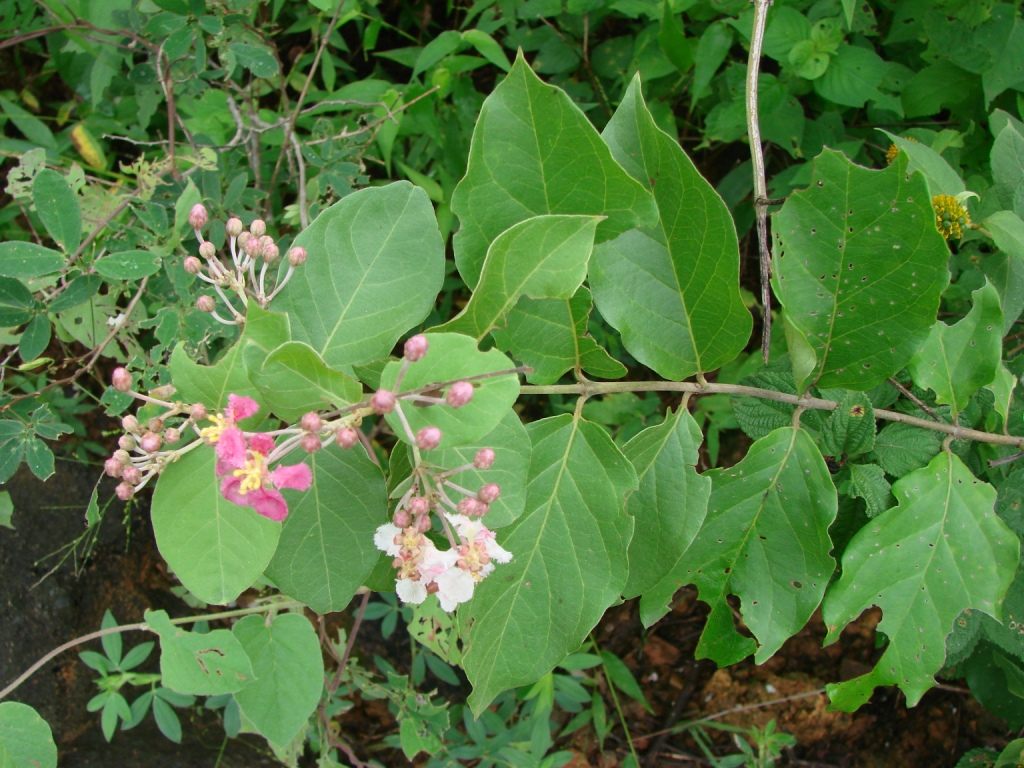